# キリスト教音楽院
一般財団法人キリスト教音楽院は、東京都千代田区にある音楽院。
1948年に創立。旧名称はキリスト教音楽学校である。創立以来東京都認可の各種学校であったが、2013年5月に一般財団法人となり、キリスト教音楽院と名称が変更された。
オルガン科、ピアノ科、ハンドベル科がある。入学試験は毎年4月と10月の2回実施されている。オルガン科には本科(4年)と研究科(2年)があり、礼拝オルガン奏法やリードオルガンのコースもある。